# Karoline Edtstadler
Karoline Edtstadler (Salisburgo, 28 marzo 1981) è un avvocato, giudice e politica austriaca, Ministro per gli affari europei e costituzionali nel secondo governo Kurz ed Europarlamentare tra il 2019 e il 2020.

## Biografia
Nata a Salisburgo è invece cresciuta a Elixhausen, nel Salisburghese, studiando poi presso la scuola di belle arti di Salisburgo. Terminati gli studi ha frequentato l'Università di Salisburgo laureandosi in legge nel 2004 con il titolo di magistra.

### Carriera giudiziaria
Dopo aver svolto praticantato presso la corte distrettuale di Mondsee e la corte regionale di Salisburgo, nel 2006 è diventata giudice presso l'alta corte regionale di Linz.
Nel 2010 è nota per una sentenza, ritenuta eccessiva, sulla condanna di due giovani responsabili per lesioni a pubblico ufficiale durante una manifestazione contro le politiche del ministro Maria Fekter. La corte di Linz ha poi rivisitato la sentenza.

### Carriera politica
Il 18 dicembre 2017 viene nominata segretario di Stato all'interno nel governo del Cancelliere Sebastian Kurz, dimettendosi in seguito alla caduta del governo nel 2019.
Nelle elezioni europee del 2019 si candida con il Partito Popolare Austriaco al Parlamento europeo, venendo eletta con 115 906 voti personali.